# Перша громадянська війна в Ліберії
Перша громадянська війна в Ліберії (англ. First Liberian Civil War) — внутрішній конфлікт у Ліберії в 1989–1996 роках, в ході якого загинуло понад 200 000 осіб. Конфлікт був вирішений тільки після втручання ООН і ЕКОВАС.
Самуель Доу здійснив в 1980 році державний переворот, який повалив законно обраний уряд, а в 1985 році провів вибори, які багато хто визнав сфальсифікованими. Після цього колишній військовий і член уряду Чарлз Тейлор вторгся зі своїми прихильниками в країну в грудні 1989 року з території держави Кот-д'Івуар, щоб почати збройне повстання з метою повалення режиму Доу. Під час громадянської війни сформувалося дві фракції, які протистояли режиму: ті, хто підтримував Тейлора і ті, хто підтримував його колишнього солдата, а потім лідера Національно-патріотичного фронту Ліберії (NPFL) Прінса Джонсона. Джонсон першим взяв Монровію, столицю країни, і стратив Доу, в той час як урядова армія, армія Тейлора і його армія потім почали битву за контроль над столицею.
Переговори про мир за міжнародним посередництвом призвели до припинення вогню в 1995 році, яке було порушене наступного року, до підписання остаточної мирної угоди і проведення нових загальних виборів в 1997 році. На них у липні 1997 року Тейлор був обраний президентом країни. Але мир тривав недовго, і в 1999 році почалася Друга громадянська війна.